# Dar Tucker
Darquavis "Dar" Tucker (ur. 11 kwietnia 1988 w Saginaw) – amerykański koszykarz, występujący na pozycjach rozgrywającego oraz rzucającego obrońcy, obecnie zawodnik San Lorenzo de Almagro.

## Osiągnięcia
Stan na 5 lipca 2019, na podstawie, o ile nie zaznaczono inaczej.
NCAA
- Wybrany do:
  - I składu najlepszych pierwszorocznych zawodników:
    - NCAA (2008)
    - konferencji Big East (2008)

Drużynowe
- Mistrz:
  - Amerykańskiej Ligi Koszykówki FIBA (2018, 2019)
  - Argentyny (2018, 2019[3])

Indywidualne
- MVP:
  - ligi argentyńskiej (2017)
  - finałów:
    - Ligi Amerykańskiej (2019)
    - ligi argentyńskiej (2019)[4]
- Największy Postęp D-League (2011)
- Najlepszy zagraniczny zawodnik ligi argentyńskiej (2017, 2019)
- Zaliczony do I składu:
  - ligi argentyńskiej (2017)
  - mistrzostw Argentyny (2019)
- Lider strzelców ligi argentyńskiej (2017)
- Zwycięzca konkursu wsadów:
  - D-League (2010, 2011)
  - francuskiej ligi LNB Pro A (2011)
- Uczestnik konkursu wsadów D-League:
  - 2009, 2010, 2011
  - Showcase Slam Dunk Contest (2013)
- Zawodnik tygodnia D-League (21.12.2010)